# اونلوین

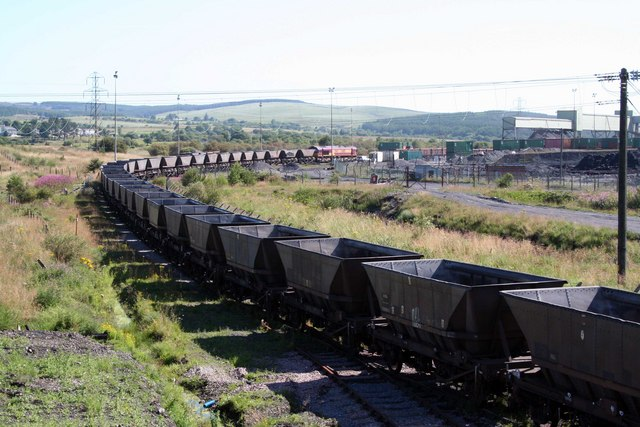
اونلوین

اونلوین (به انگلیسی: Onllwyn) یک منطقهٔ مسکونی در بریتانیا است که در نیث پورت تالبوت واقع شده‌است. اونلوین ۱٬۱۹۴ نفر جمعیت دارد.